# Structure de Gatún

La Structure de Gatun est un cratère d'impact probable, fortement érodé. Son nom vient du lac Gatun au Panama.
Il a été découvert en 1972 par le géologue Bob Stewart, et étudié ultérieurement par Livio L. Tornabene, du département de géologie de l'Université de Floride. 
L'âge de la structure est estimé à 20 millions d'années. Son diamètre est estimé entre 2,2 et 3 km.